# Бои на двинском направлении
Бои на двинском направлении — наступление в августе — октябре 1915 года германской Неманской армии с задачей выхода на рубеж Западной Двины и взятия важного железнодорожного узла и базы русских войск Двинска.

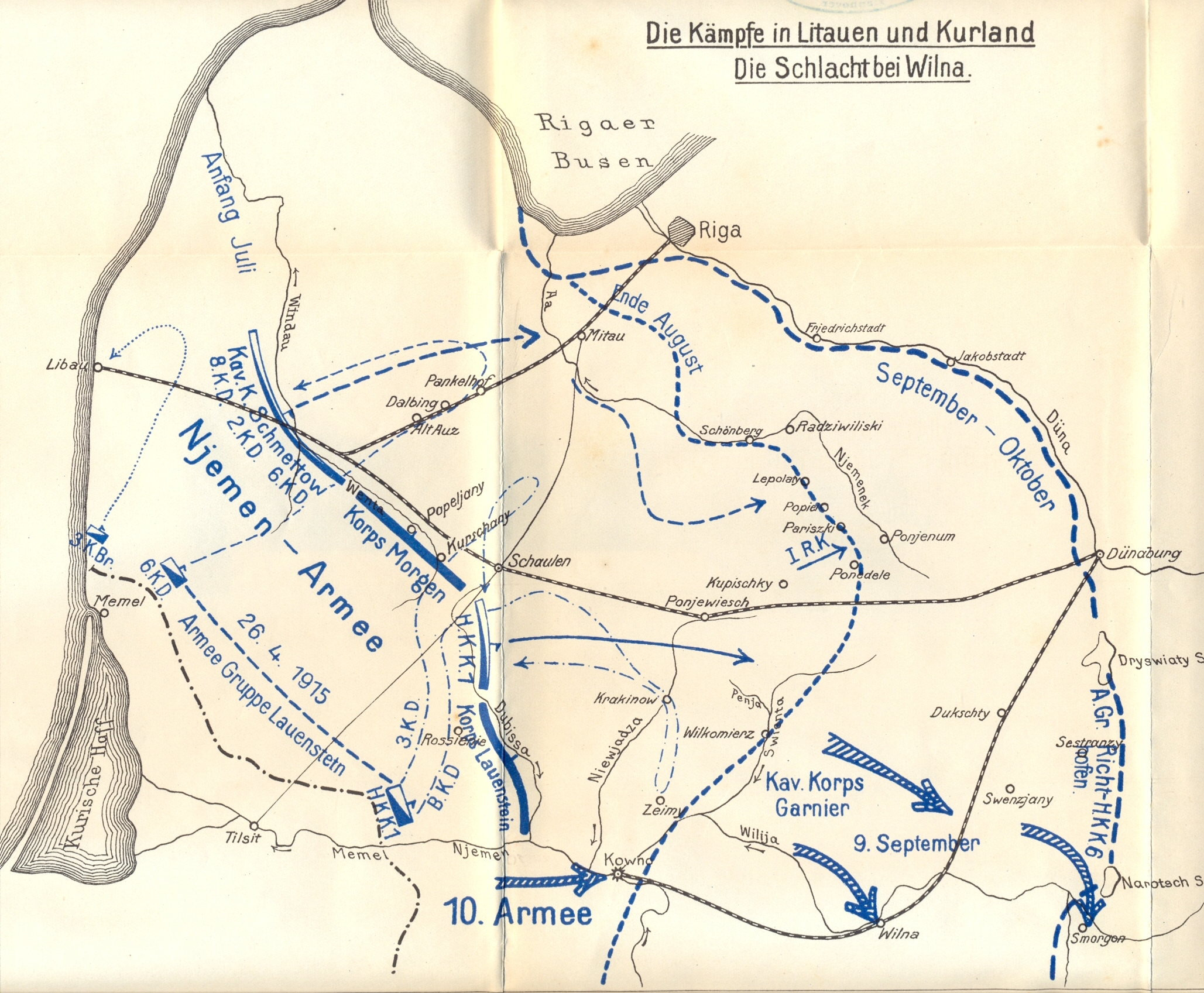
Карта ТВД с указанием линии фронта в июле, августе, октябре 1915 г.

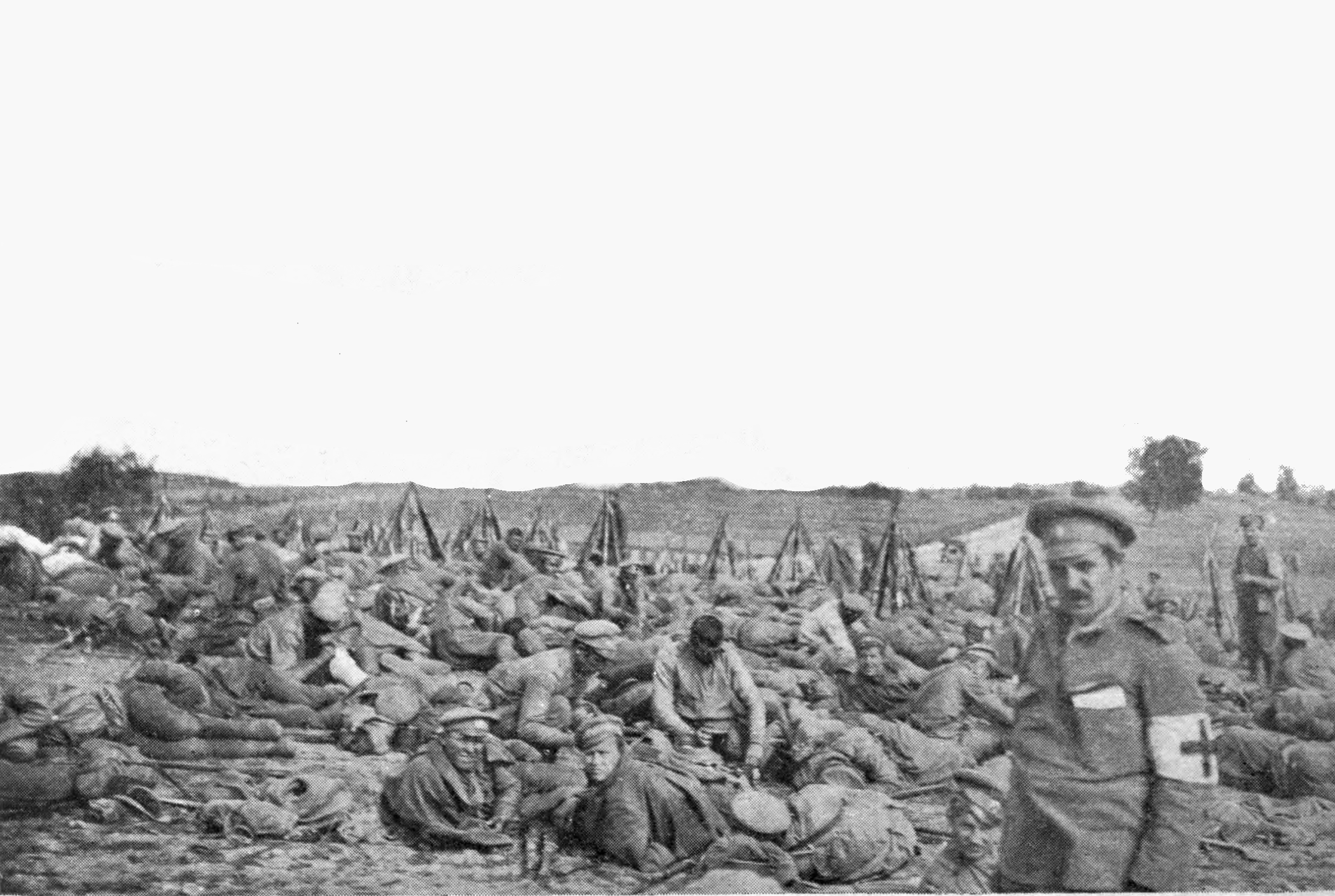
Уставшие солдаты 5-й стрелковой бригады отдыхают юго-западнее Двинска. Сентябрь 1915 г.

## Силы и планы сторон
После выхода германских войск на реку Неман и взятия Ковно Гинденбург, командующий силами «Восток», настоял на проведение новой крупной операции. Главный удар он решил нанести на Вильно силами 10-й армии, вспомогательный — Неманской армией в направлении Западной Двины и Двинска. Почти вся кавалерия была сосредоточена на стыке этой и 10-й армий. В середине августа Неманская армия под командованием генерала Отто фон Белова насчитывала около семи пехотных и шести кавалерийских дивизий. В приказе от 19 августа Гинденбург уточнил задачу, поставленную перед армией.
На рижском направлении оборонялась русская 12-я армия (командующий генерал от инфантерии В. Н. Горбатовский, 185 989 человек), на двинском направлении — 5-я армия (командующий генерал от кавалерии П. А. Плеве, 135 638 человек).

## Первый этап операции
23 августа началась операция группы армии под руководством генерал-лейтенанта графа Шметтова (Эгона), в которой приняли участие 41-я пехотная дивизия, 2-я, 6-я и 8-я кавалерийские дивизии и бригада Хомейера. Немцы атаковали отряды Циховича, Трубецкого и Граббе, отбросив их назад. В результате русские 19-й армейский корпус и 3-й армейский корпус также отошли. 24 августа Шметтов снова ударил по отрядам Трубецкого, Циховича и Граббе. Через 16 часов все три отряда начали отход, оставив в руках немцев 700 пленных. 
Гинденбург уточнил задачу, и целью группы Шметтова стал Фридрихштадт (совр. Яунелгава). 26 августа группа Шметтова атаковала позиции 37-го армейского корпуса. К ночи 27 августа позиции отряда Циховича на реке Мемеле (на стар. русских картах Венгеринка, к югу от Фридрихштадта) были прорваны. В связи с большими потерями и полным развалом частей 37-й корпус был отведен. К ночи 28 августа немцы захватили первую позицию у Фридрихштадта. Штурм главной позиции должен был начаться 29 августа после четырехчасовой артиллерийской подготовки; его пришлось отменить, поскольку эффективность артобстрела против сильно укрепленных позиций оказалась недостаточной.
31 августа командование этим участком фронта было передано генерал-лейтенанту барону фон Рихтгофену с задачей отбросить русских за Двину от Фридрихштадта до Ленневадена и полностью разрушить железнодорожную линию Двинск — Рига. После подготовки и боев 8-я кавалерийская дивизия генерал-майора графа Шметтова (Эберхарда) 2 сентября захватила русский плацдарм у Ленневадена, а 41-я пехотная дивизия генерал-майора фон Кнобельсдорфа 3 сентября заняла Фридрихштадт. В результате одиннадцатидневной операции было захвачено около 5000 пленных и занят левый берег Двины. В последующие дни, пытаясь продвинуться вдоль Двины на восток, в сторону Якобштадта, для последующего охвата, группа Рихтгофена столкнулась с мощной русской контратакой и поэтому добилась лишь незначительного продвижения.

## Второй этап операции
9 сентября германская 10-я армия начала Виленскую операцию. Для прикрытия с севера её наступления Неманская армия также двинула вперёд свой южный фланг (группа Лауэнштейна — 3-я кавалерийская дивизия, дивизия Бекмана и за ней 88-я пехотная дивизия) и начала наступление на Уцяны; 11 сентября дивизия Бекмана, продвигавшаяся с ежедневными боями, достигла уровня озера Аловша. Русский конный отряд Казнакова, не вступая в бои, отступил на северо-восток. В результате энергичного преследования правое крыло Неманской армии 13 сентября вышло к русским к позициям, тянувшимся от Ново-Александровска до Иллукста. Русское командование пыталось затормозить наступление противника на Двинск, и 11 сентября с плацдарма у Якобштадта был нанесён удар по группе Шметтова, не достигший успеха, и в ночь на 12 сентября русские части отошли.

Против плацдарма [Ново-Александровск — Иллукст] были развернуты пять немецких пехотных дивизий. После прибытия тяжелых батарей 17 сентября северо-западный участок позиций противника подвергся двухчасовой бомбардировке. Однако последующее наступление лишь продвинуло дивизию Бекмана еще дальше вперед, где был возможен особенно эффективный артиллерийский фланговый обстрел через озера; дивизия взяла в плен 11 000 человек. В ночь на 20 сентября противник полностью оставил межозёрные позиции перед лицом угрозы новой атаки. Немецкая линия окружения была продвинута на восток за Ново-Александровск и тем самым значительно сократилась. Наступление на северо-западном участке 21 сентября принесло лишь локальные успехи, тогда как потери возросли. Например, в 88-й пехотной дивизии, состоявшей из людей старших возрастов, с начала наступления погибло или было ранено более половины командиров пехотных полков и батальонов. Ударная мощь войск со временем пошла на убыль.—  Der Weltkrieg 1914 bis 1918. Die militärischen Operationen zu Lande. Bd. 8. Die Operationen des Jahres 1915. S. 537

## Третий этап операции
23 октября 8-я армия возобновила наступление на Двинск. Сильный артиллерийский огонь корректировался с воздуха летчиками. Многочасовой артиллерийский обстрел привел к деморализации защитников позиции. К вечеру германские войска заняли Иллукст. Но возобновление атак 26-27 октября не принесло немцам прежних успехов. Противник умело оборонялся и переходил в контратаки. Только в боях 2-3 ноября русские войска на Ново-Александровском плацдарме были выбиты из межозёрного дефиле и отошли на позиции ближе к Двинску. Линия фронта прошла по Западной Двине, на южном берегу которой русские войска удерживали Искульский, Якобштадский и Двинский плацдармы.